# 天主教会主教

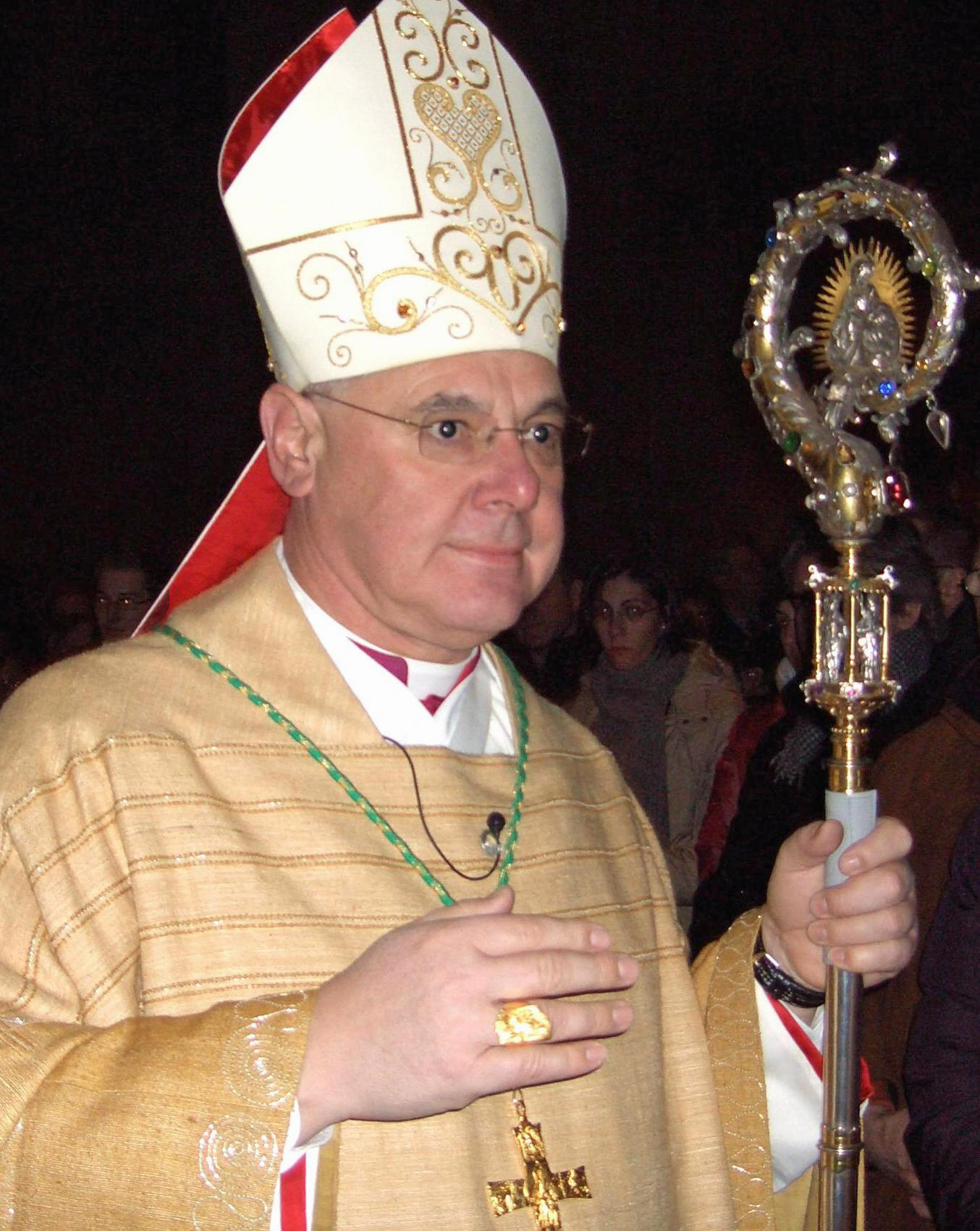
拉丁禮教會主教格哈德·路德维希·缪勒穿着主教祭服，手持权杖 (宗教)。

在天主教會中，主教是受祝聖而派任的聖職者，可全权掌管聖秩聖事，也负责传授教義、依照其被賦予的教務職權管理信徒、圣化世界并代表整个教会。天主教會認為耶穌升天後，宗徒在五旬節被聖神赋予了特别的恩典，是主教職務最初之由来。天主教會相信，这份特殊的恩典可透過聖秩聖事，由不间断的主教传承传递下去。
主教一律由男性担任。依據天主教法典378 § 1，要求拉丁禮教會主教应当：
1. 拥有坚定不渝的信仰、良好的品行、虔诚、对灵魂的热忱、智慧、谨慎、人类的勇气等其他的品格；
2. 声望良好；
3. 不受婚姻約束；
4. 三十五岁及以上；
5. 已担当司铎五年及以上；
6. 至少是宗教經典、神學、教会法的博士或者至少是执业学位（由宗座批准的教育機構颁发相应学术证明），亦或是同等领域的专家。